# Тролови (франшиза)
Тролови (енгл. Trolls) је америчка анимирана медијска франшиза творца DreamWorks Animation-а, инспирисана успешном линијом лутака трол творца Томаса Дама. Франшиза се састоји од два дугометражна филма, Тролови, објављен 2016. године, и Тролови: Светска турнеја, објављен 2020. године, телевизијског специјала под насловом Тролови: Празник и две анимиране серије: Тролови у ритму на стриминг услузи Netflix и Тролови: Тролтопија на стриминг услугама Hulu и Peacock.

## Филмови
| Филм                     | Датум објављивања у С.А.Д. | Редитељ(и)                         | Сценариста(и)                                                             | Прича                       | Продуцент(и) |
| ------------------------ | -------------------------- | ---------------------------------- | ------------------------------------------------------------------------- | --------------------------- | ------------ |
| Тролови                  | 4. новембар 2016.          | Мајк МичелCo-Director: Волт Дорн   | Џонатан Ајбел и Глен Бергер                                               | Ерика Ривиножа              | Џина Шеј     |
| Тролови: Светска турнеја | 10. април 2020.            | Волт ДорнКоредитељ: Дејвид П. Смит | Џонатан Ајбел, Глен Бергер, Елизабет Типет, Маја Форбс и Волес Володарски | Џонатан Ајбел и Глен Бергер | Џина Шеј     |

## Телевизијске серије
| Серија              | Сезоне | Епизоде | Датум почетка      | Датум завршетка    | Шауранер(и)                             | Мрежа(е) |
| ------------------- | ------ | ------- | ------------------ | ------------------ | --------------------------------------- | -------- |
| Тролови у ритму     | 8      | 52      | 19. јануар 2018.   | 22. новембар 2019. | Метју Бинс, Хана Фрајдман, Сем Фрајдман |          |
| Тролови: Тролтопија | 1      | 13      | 19. новембар 2020. | емитује се         | Метју Бинс                              | /        |